# 解概念

ゲーム理論における均衡の精緻化のいくつか．矢印は，精緻化されたほうからより一般的な概念のほうに向かっている (たとえば，進化的安定戦略 ⊂ プロパー均衡)．

ゲーム理論における解概念 (かいがいねん，英: solutions concept) とは，ゲームがどのようにプレーされるかを予測する形式的規則である．この予測は「解」と呼ばれ，プレーヤーたちがどの戦略を採用し，ゲームの結果がどうなるかを記述する．もっとも一般的に用いられている解概念は，ナッシュ均衡として有名な均衡概念である．
多くのゲームにおいて，多数の解概念は複数解をもたらす．このため，その複数の解のどれも不確かなものになる．そこでゲーム理論家は，精緻化 (refinement) を行い複数解を絞りこもうとする．以下に順番に示す一連の解概念は，内容豊富なゲームにおいてもっともらしくない均衡を排除することで，順に前のものの改善になっている．

## 形式的定義
Γ をすべてのゲームの類とし，各ゲーム G ∈ Γ について，SG を，G の戦略プロファイルの集合とする．解概念とは，直積 {\displaystyle \displaystyle \prod _{G\in \Gamma }2^{S_{G}}} の要素である．すなわち，関数 {\displaystyle \displaystyle F:\Gamma \to \bigcup _{G\in \Gamma }2^{S_{G}}} であってすべての G ∈ Γについて F (G) ⊂ SG なるものである．

## 合理化可能性と繰りかえし支配
この解概念では，プレーヤーは合理的であると仮定され，したがってプレーされる戦略の集合から強く支配される戦略が消去される．戦略が強く支配されるとは，そのプレーヤーの使えるほかの戦略があって，他のプレーヤーたちが選ぶ戦略に関係なくかならずより高い利得が得られるというときをいう (強く支配される戦略は，ミニマックスゲーム木探索においても重要である)．例として，次の (1 期間の) 囚人のジレンマでは，どちらのプレーヤーにとっても「協力」は「裏切り」に強く支配されている．相手が何をしてくるかによらず，「裏切り」を選んだほうがかならず利得が高くなっているからである．
|                 | 囚人 2 の協力 | 囚人 2 の裏切り |
| --------------- | ------------- | --------------- |
| 囚人 1 の協力   | −0.5, −0.5    | −10, 0          |
| 囚人 1 の裏切り | 0, −10        | −2, −2          |

## ナッシュ均衡
ナッシュ均衡とは，どのプレーヤーの戦略も他のプレーヤーの戦略に対する最適反応となっているような戦略プロファイルのことである (戦略プロファイルとは，各プレーヤーの戦略を記述するものである．たとえば，上の囚人のジレンマゲームでは，(協力，裏切り) と書いたら囚人 1 が「協力」をプレーし囚人 2 が「裏切り」をプレーするように規定される)．あるプレーヤーの戦略が他のプレーヤーの戦略への最適反応であるとは，他のプレーヤーのその戦略がプレーされるという状況で，より高い利得を生むようなほかの戦略が存在しないことをいう．

## 後ろ向き帰納法
複数のナッシュ均衡が存在し，そのうちいくつかが非現実的であるようなゲームが存在する．動学ゲームでは，非現実的なナッシュ均衡は，将来のプレーが合理的であると仮定する後ろ向き帰納法 (backward induction) を適用することで排除できる場合がある．これによって信用できない脅し (incredible threat) が排除される．空脅しは，プレーヤーが実際そうする番になってみると実行するのが不合理になるものだからである．
例として次のような動学ゲームを考える．プレーヤーは，ある産業ですでにいる企業と，その産業への潜在的参入企業である．現状では，この既存企業はこの産業で独占にあり，参入企業に市場シェアの一部を奪われたくないと思っている．参入企業が参入しないことを選んだならば，既存企業の利得は (独占を維持できるため) 高く，また参入者のほうは損失も利益もない (利得 0)．参入企業が参入したならば，既存企業は，この参入企業に対抗するかもしくはあわせるかできる．対抗は価格の引き下げによって行われ，これによって参入企業は撤退に追いこまれ (さらに退出に費用がかかり負の利得になる)，既存企業の利潤にも損害がある．既存企業が参入企業にあわせることを選んだならば，売上の一部を失うが，高い価格は維持でき，価格引き下げの場合よりは大きな利得を受けとる (ただし独占利潤よりは低くなる)．
参入企業が参入してきたならば，既存企業の最適反応はあわせることである．もし既存企業があわせてくるならば，参入企業の最適反応は，参入して利潤を得ることである．したがって，既存企業は参入企業が参入したならばあわせ，参入企業は既存企業があわせてくるならば参入する，という戦略の組は，ナッシュ均衡である．ところが，もし既存企業が対抗するつもりならば，参入企業の最適反応は参入しないことである．もし参入企業が参入しないならば，既存企業の行動の選択は違いを生まない (ほかには参入する企業がいないため．なお，もし参入企業が参入しないならば，対抗することもあわせることも，両プレーヤーに同じ利得を与えることに注意せよ．参入企業が参入しないならば，既存企業は価格を引き下げない)．こうして，もし参入企業が参入してこないならば，対抗が既存企業にとっての最適反応と考えられる．したがって，既存企業はもし参入されたならば対抗し，参入企業は対抗されるならば参入しない，という戦略プロファイルがナッシュ均衡になる．このゲームは動学的なので，対抗するぞという既存企業のどんな主張も，信用できない脅しになる．なぜならば，対抗するかを決定する節に到達したとき (すなわち，参入企業が参入してきたとき) には，対抗することは不合理になっているからである．それゆえ，このナッシュ均衡は，後ろ向き帰納法によって排除されうる．
以下も参照されたい：
- 金融政策
- シュタッケルベルグ競争

## 部分ゲーム完全均衡
後ろ向き帰納法の一般化が部分ゲーム完全化 (subgame perfection) である．後ろ向き帰納法では，将来のプレーがすべて合理的になされるということが仮定されている．部分ゲーム完全均衡 (subgame perfect equilibrium) では，すべての部分ゲームにおいてプレーが合理的になっている (とりわけ，ナッシュ均衡である)．後ろ向き帰納法は，確定した長さをもつ，終了の定まった (有限の) ゲームにのみ利用でき，不完全情報ゲーム (games with imperfect information) には適用できない．こうした場合には，部分ゲーム完全化を利用できる．上述で排除されたナッシュ均衡は部分ゲーム完全ではない．なぜならば，ひとたび参入企業が参入したならば，そこで到達する節から始まる部分ゲームのナッシュ均衡になっていないからである．

## 完全ベイズ均衡
部分ゲーム完全均衡では，不合理な帰結の上に十分な制約が課されないということがある．たとえば，部分ゲームは情報集合を切り離してはいけないので，不完全情報ゲームでは部分ゲームがそれじしんの 1 つしかない場合があり，このとき部分ゲーム完全均衡ではどんなナッシュ均衡も排除することができない．完全ベイズ均衡 (perfect Bayesian equilibrium: PBE) は，プレーヤーの戦略と，ゲームのプレーによって情報集合のどの点に到達しているかに関する信念とを記述するものである．決定節に関する信念とは，特定のプレーヤーが，その節がプレーのうちにある (均衡経路上である) と考える確率である．具体的に完全ベイズ均衡の直観を説明すると，それは，その信念を所与としてその戦略が合理的であり，かつその戦略に対してその信念が整合的である，というものである (完全ベイズ均衡は戦略と信念の組である)．
ベイジアンゲームでは，戦略は，そのプレーヤーの手番であるすべての情報集合におけるプレーヤーの行動を決定するものである．戦略に対して信念が整合的であるという要請は，部分ゲーム完全均衡では規定されなかったものである．したがって，完全ベイズ均衡は，プレーヤーたちの信念についての整合性条件である．ナッシュ均衡においてどのプレーヤーの戦略も強く支配されてはいなかったように，完全ベイズ均衡においては，どの情報集合をとっても，その情報集合の始まりでプレヤーの戦略が強く支配されているということがない．すなわち，その情報集合においてプレーヤーがもつ任意の信念に対して，そのプレーヤーにより大きな期待利得をもたらすような戦略が存在しない．前述の解概念と異なり，均衡経路外の情報集合においてさえ，戦略が強く支配されているということがない．こうして完全ベイズ均衡では，プレーヤーが均衡経路外の情報集合において強く支配されている戦略をプレーするおそれがなくなる．
この解概念の名前の「ベイズ (ベイジアン)」という語は，プレーヤーたちが自分の信念をベイズの定理に従って更新するという事実を示すものである．プレーヤーたちは，ゲームですでに何が起こったかということを所与として，確率を計算する．

## 前向き帰納法
前向き帰納法 (forward induction) は，ちょうど後ろ向き帰納法が将来のプレーの合理的であることを仮定するのに対して，過去のプレーが合理的であったことを仮定することからそう呼ばれている．プレーヤーは，他方のプレーヤーがどのタイプであるかを知らないので (すなわち，情報が不完全で非対称である)，そのプレーヤーの過去の行動を観察することで，そのプレーヤーがどのタイプであるかの信念を形成する．このようにして，プレーヤーによって形成された，相手が特定のタイプである確率の信念は，合理的である相手プレーヤーの過去のプレーにもとづいている．プレーヤーは行動を通して自分のタイプを伝えるよう選択するかもしれない．
Kohlberg and Mertens (1986) は，前向き帰納法をみたす精緻化である，安定均衡の解概念を導入した．このような安定均衡が，後ろ向き帰納法をみたさないような反例が発見された．この問題を解決するため，ジャン＝フランソワ・メルタンは，現在ゲーム理論家がメルタン安定均衡と呼ぶ概念を導入した．これはおそらく前向き帰納法と後ろ向き帰納法を両方ともみたすはじめての解概念である．